# ماثيو هيلي
ماثيو هيلي (بالإنجليزية: Matthew Healy)‏ هو ملحن وعازف قيثارة ومغني بريطاني، ولد في 8 أبريل 1989.

## وصلات خارجية
- ماثيو هيلي على موقع IMDb (الإنجليزية)
- ماثيو هيلي على موقع ميوزك برينز (الإنجليزية)
- ماثيو هيلي على موقع أول ميوزيك (الإنجليزية)
- ماثيو هيلي على موقع ديسكوغز (الإنجليزية)
- ماثيو هيلي على موقع قاعدة بيانات الفيلم (الإنجليزية)